# Nový Tekov
Nový Tekov – wieś (obec) na Słowacji położona w kraju nitrzańskim, w powiecie Levice. Pierwsze wzmianki o miejscowości pochodzą z roku 1320. 
Według danych z dnia 31 grudnia 2012, wieś zamieszkiwało 830 osób, w tym 419 kobiet i 411 mężczyzn.
W 2001 roku rozkład populacji względem narodowości i przynależności etnicznej wyglądał następująco:
- Słowacy – 82,87%
- Czesi – 0,84%
- Niemcy – 0,12%
- Romowie – 0,36%
- Węgrzy – 12,46%

Ze względu na wyznawaną religię struktura mieszkańców kształtowała się w 2001 roku następująco:
- Katolicy rzymscy – 59,04%
- Grekokatolicy – 0,24%
- Ewangelicy – 13,77%
- Ateiści – 6,71%
- Przedstawiciele innych wyznań – 0,12%
- Nie podano – 5,63%